# President Quirino
President Quirino is een gemeente in de Filipijnse provincie Sultan Kudarat op het eiland Mindanao.Bij de laatste census in 2007 had de gemeente bijna 34 duizend inwoners.

## Geografie

### Bestuurlijke indeling
President Quirino is onderverdeeld in de volgende 19 barangays:
| - Bagumbayan - Bannawag - Bayawa - C. Mangilala - Estrella - Kalanawe I - Kalanawe II - Katico - Malingon - Mangalen | - Pedtubo - Poblacion - Romualdez - San Jose - San Pedro - Sinakulay - Suben - Tinaungan - Tual |

## Demografie
President Quirino had bij de census van 2007 een inwoneraantal van 33.595 mensen. Dit zijn 874 mensen (2,7%) meer dan bij de vorige census van 2000. De gemiddelde jaarlijkse groei komt daarmee uit op 0,36%, hetgeen lager is dan het landelijk jaarlijks gemiddelde over deze periode (2,04%). Vergeleken met de census van 1995 is het aantal mensen met 5.389 (19,1%) toegenomen.

De bevolkingsdichtheid van President Quirino was ten tijde van de laatste census, met 33.595 inwoners op 208,4 km², 135,3 mensen per km².